# Tournée 2015
 (décembre 2016).

Tournée 2015 est le DVD du concert de Julien Clerc, à la suite de l'album Partout la musique vient. Ce concert est paru dans l'édition limitée de sa compilation best-of Fans, je vous aime.
Albums de Julien Clerc
Partout la musique vient
(2014) À nos amours
(2017)

## Titres
Toute la musique est composée par Julien Clerc.
| No  | Titre                               | Paroles               | Durée |
| --- | ----------------------------------- | --------------------- | ----- |
| 1.  | La Cavalerie                        | Étienne Roda-Gil      |       |
| 2.  | Ce n'est rien                       | Étienne Roda-Gil      |       |
| 3.  | Fais-moi une place                  | Françoise Hardy       |       |
| 4.  | Cris, Tambours et Masques de guerre | Étienne Roda-Gil      |       |
| 5.  | Femmes, je vous aime                | Jean-Loup Dabadie     |       |
| 6.  | Utile                               | Étienne Roda-Gil      |       |
| 7.  | Tout                                | Alex Beaupain         |       |
| 8.  | Double Enfance                      | Maxime Le Forestier   |       |
| 9.  | Souffrir par toi n'est pas souffrir | Étienne Roda-Gil      |       |
| 10. | La Jupe en laine                    | Gérard Duguet-Grasser |       |
| 11. | Mon cœur hélas                      | Alex Beaupain         |       |
| 12. | Si on chantait                      | Étienne Roda-Gil      |       |
| 13. | Mélissa                             | David McNeil          |       |
| 14. | Partir                              | Jean-Loup Dabadie     |       |
| 15. | On ne se méfie jamais assez         | Alex Beaupain         |       |
| 16. | Cœur de rocker                      | Luc Plamondon         |       |
| 17. | Quand je joue                       | Luc Plamondon         |       |
| 18. | Lili voulait aller danser           | Luc Plamondon         |       |
| 19. | Fou, peut-être                      | Maxime Le Forestier   |       |
| 20. | Ma préférence                       | Jean-Loup Dabadie     |       |